# Espressionismo

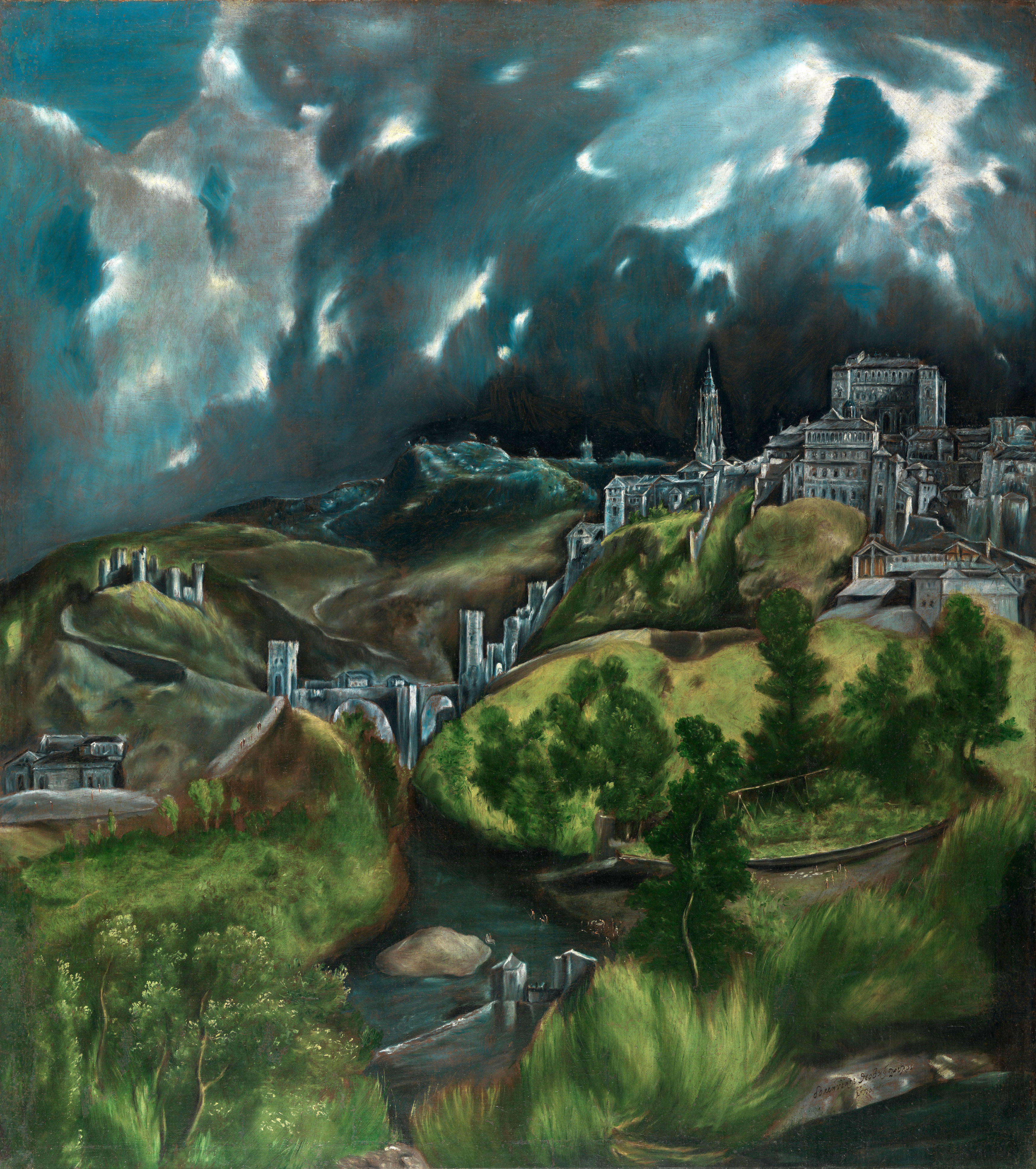
La Vista di Toledo di El Greco (1595-1610), precursore dell'espressionismo.

L'Espressionismo fu un movimento artistico europeo d'avanguardia che si diffuse nel primo ventennio del Novecento inizialmente in Germania, come reazione al naturalismo e all'impressionismo e influenzato da artisti come van Gogh, Ensor, Munch e Gauguin e dalla corrente del fauvismo. Si sviluppò in diverse correnti, accomunate dall'assenza di regole e canoni, come quella del gruppo Die Brücke (formato da artisti come Kirchner, Nolde, Kokoschka) o quella dal gruppo Der blaue Reiter (formato da Kandinskij, Paul Klee, Franz Marc e altri).

## Caratteristiche del movimento
L'espressionismo proponeva una rivoluzione del linguaggio che contrapponeva all'oggettività dell'impressionismo la sua soggettività infondata.
L'impressionismo rappresenta una sorta di moto dall'esterno all'interno, così era la realtà oggettiva a imprimersi nella coscienza soggettiva dell'artista; l'espressionismo costituisce il moto inverso, dall'interno all'esterno: dall'anima del cuore direttamente nella realtà, senza mediazioni. Il senso dell'Espressionismo produce una ribellione dello spirito contro la materia e quindi gli "occhi dell'anima" sono la base di partenza della poetica espressionistica.
L'occhio interno si sostituisce a quello esterno creando, in qualche modo, una sorta di confusione fra etica ed estetica. Il nuovo linguaggio riprende alcuni elementi romantici, come ad esempio l'identificazione romantica fra arte e vita. La natura dell'espressionismo è ricca di contenuti sociali e di drammatica testimonianza della realtà. Ma la realtà tedesca dei primi anni del secolo XX è la realtà amara della guerra, di contraddizioni politiche, di perdita di valori ideali, di aspre lotte di classe, e proprio questi furono i temi principali e dolorosi degli artisti espressionisti. Inoltre gli artisti espressionisti polemizzano contro la società borghese, contro l'alienazione del mondo del lavoro, contro la visione positivistica del mondo, dello scientismo e delle leggi di causalità. Le premesse teorico-culturali dell'Espressionismo stanno nel pensiero di Sigmund Freud (psicanalisi, inconscio) e del filosofo francese Henri Bergson ("slancio vitale", "intuizionismo").
L'intento del movimento espressionista era quello di ritrovare il dato comunicativo nell'arte, infatti questi artisti criticheranno le correnti passate: gli impressionisti, perché l'impressione su cui si basavano non creava comunicabilità con lo spettatore; i simbolisti, poiché la loro arte piena di simbologie e riferimenti culturali intensi e profondi non offriva una facile lettura allo spettatore, tanto che venne definita "arte per pochi"; i neoimpressionisti, per il loro approccio troppo scientifico nei confronti dell'arte; il modernismo o Liberty (che si muoverà di pari passo), considerato come puro movimento di gusto e moda dell'epoca. Ma la molteplicità del movimento si evidenzia nella frattura fra la componente cosmica, degli "eternisti" a caccia di una fede nuova, quella politico-sociale degli "attivisti" e quella astratto-geometrica tendente a ricostruire nuove forme naturali.

### Arti figurative

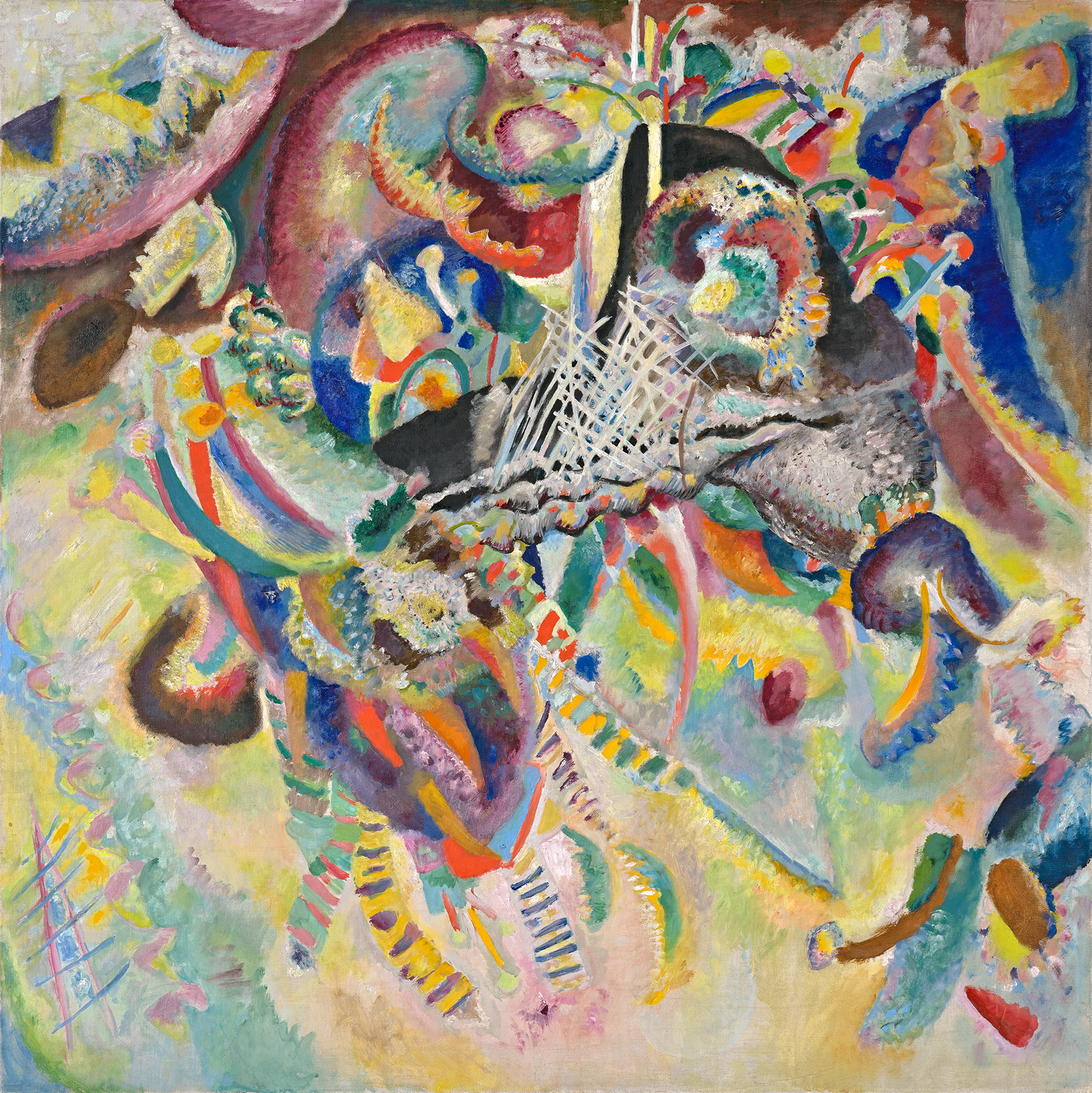
La Fugue di Kandinskij (1914), considerato uno degli espressionisti di tendenza astratta.

Se le basi dell'espressionismo nelle arti figurative sono rintracciabili nell'estetica romantica, che ha assegnato all'opera d'arte non più il compito di riprodurre, più o meno fedelmente, la realtà, bensì il ruolo intermedio tra l'artista ed il mondo, tra il sentimento e le idee che l'opera manifesta e l'ambiente che rappresenta, le prime avvisaglie dell'espressionismo sono evidenti nel Simbolismo; basta pensare al principio delle linee curve e del colore resi in funzione dello stato d'animo, proposto da Gauguin e ripreso da Van Gogh che fu anche il primo, assieme a Hervé, a meritarsi la definizione di artista espressionista, attribuitagli da Wilhelm Worringer. Tra gli altri precursori non si può dimenticare il norvegese Munch con alcune sue deviazioni dal Simbolismo francese verso un'intensità espressiva tipicamente nordica. Uno degli ultimi precursori fu il belga James Ensor, con la sua grottesca ripresa di elementi fiamminghi.

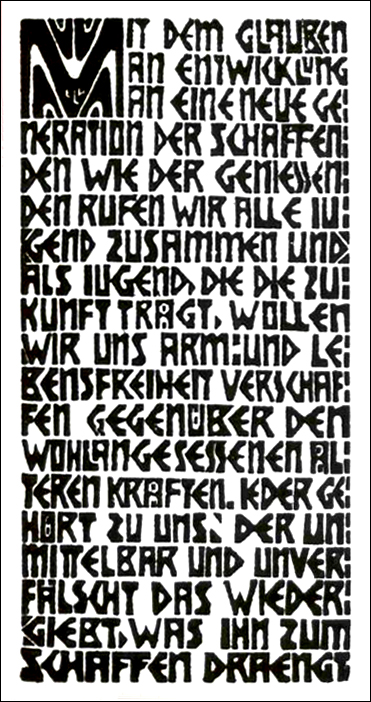
Programma de Il Ponte (1906), xilografia di Ernst Ludwig Kirchner.

L'Espressionismo si manifestò principalmente in due aree diverse: in Francia, nelle opere dei Fauves (lett. "belve"), e in Germania, in quelle del gruppo Die Brücke (lett. "il ponte"). Gli artisti erano accomunati dalla volontà di esprimere tensioni, stati d'animo e sentimenti attraverso la violenza del colore, la sintesi della forma, l'incisività del segno. I soggetti preferiti furono i nudi, i paesaggi, le scene di vita quotidiana e le città. Recuperarono tecniche da tempo in disuso, come la xilografia (l'incisione sul legno). I pittori detti fauves presentarono i propri lavori al Salon d'Automne di Parigi nel 1905. Fu un critico del tempo, Louis Vauxcelles, ad affibbiare loro questa definizione, considerando le loro tele opere di "selvaggi" per l'uso aggressivo del colore. Tra gli artisti fauves, riuniti nella stanza centrale del Salon del 1905: Henri Matisse, André Derain e Maurice de Vlaminck.
In area tedesca si formarono i gruppi Die Brücke e Der Blaue Reiter (lett. "cavaliere azzurro"). Il primo nacque per iniziativa di una piccola cerchia di artisti di Dresda, Ernst Ludwig Kirchner, Erich Heckel e Karl Schmidt-Rottluff, i quali vollero rappresentare la sofferenza della condizione umana ed esaltare la spontaneità dell'ispirazione attraverso una violenta deformazione dei corpi, l'esasperazione dei colori e un linguaggio incisivo, immediato, a volte eccessivo. Il linguaggio degli espressionisti tedeschi si fonda sull'uso di colori violenti e innaturali e sull'uso di linee dure e spezzate. Essi non applicano le leggi della prospettiva e non cercano di dare l'illusione del volume e della profondità; colori e linee sono sufficienti a comunicare con impetuosa violenza la visione drammatica e pessimistica che questi artisti hanno del mondo e della società in cui vivono. Le premesse ideologiche del movimento furono chiarite da Ernst Ludwig Kirchner nel manifesto Il Ponte (Die Brücke), una xilografia che accompagnava la prima mostra del gruppo nel 1906 a Dresda; il gruppo fu attivo anche a Berlino, tra il 1911 e il 1913. L'intenso naturalismo primordiale sospinto da pittori quali Emil Nolde (che si aggiunge al gruppo insieme a Max Pechstein, Otto Mueller, César Klein, Karl Hubbuch), lascerà il posto a una tensione sempre più ossessiva e psicologica, che si rifletterà su descrizioni di squallidi e grotteschi ambienti mondani e dopo l'esperienza della prima guerra mondiale sfocerà in una satira sociale.
Gli Espressionisti, per una connaturata propensione a rivolgersi ad un pubblico ampio, diedero origine a un fenomeno che sarà tipico del XX secolo, cioè la pubblicazione di riviste indipendenti e autoprodotte. Organo per eccellenza dell'espressionismo tedesco fu la rivista Der Sturm, fondata e diretta da Herwarth Walden e pubblicata dal 1910 al 1932, ma altre videro la luce, come Die Aktion, del 1911.

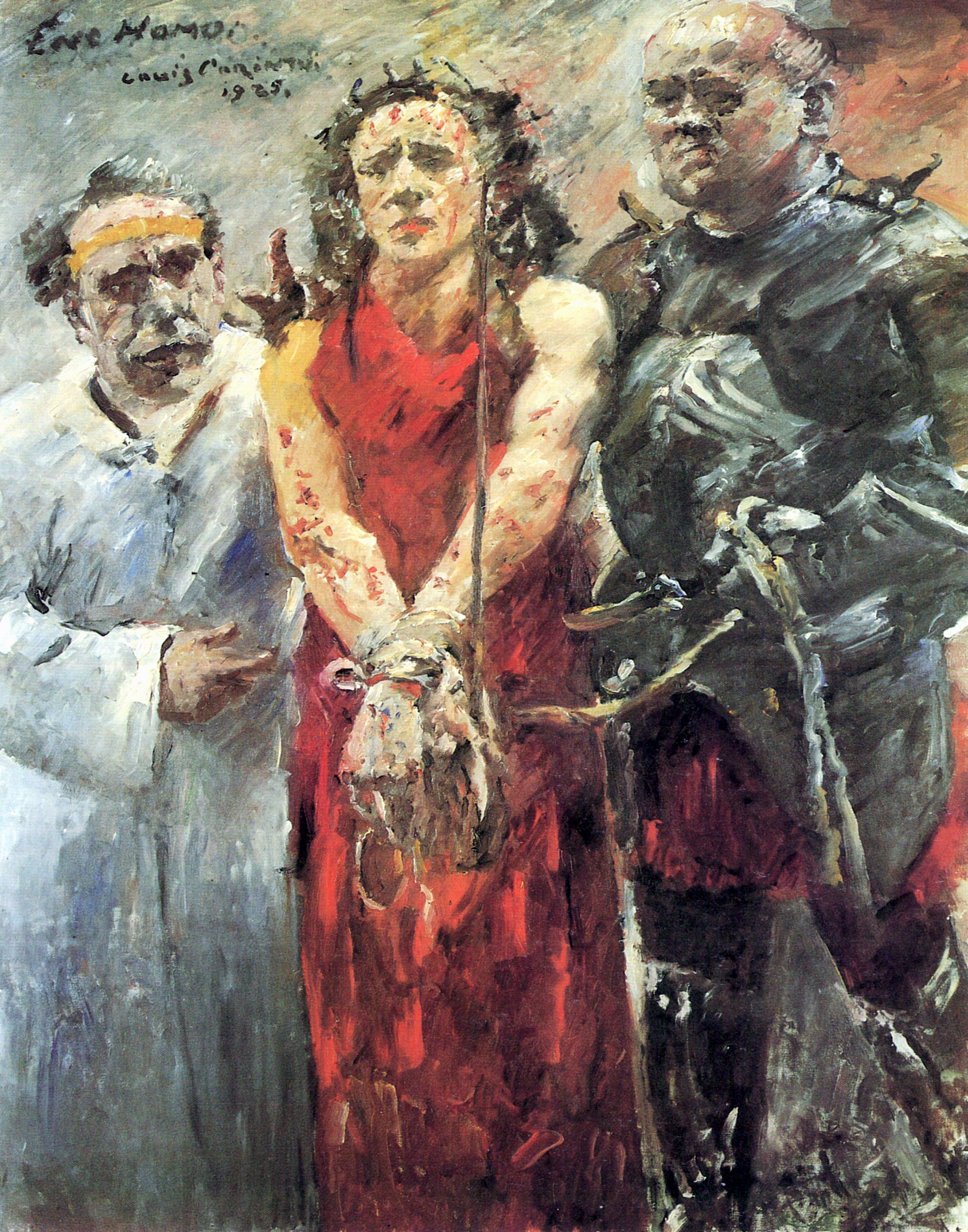
Ecce homo (1925), di Lovis Corinth, Museo d'arte di Basilea.

Nei decenni successivi questo movimento ha parzialmente influenzato altri artisti. Nel 1911 Kandinskij e Franz Marc fondano a Monaco Der Blaue Reiter (Il cavaliere azzurro). Questa esperienza, seppur ancora inquadrabile all'interno del movimento espressionista, spesso si risolve in una forma romantica di orfismo, in un tentativo di unione dello spirito del pittore con l'anima pulsante dell'universo.

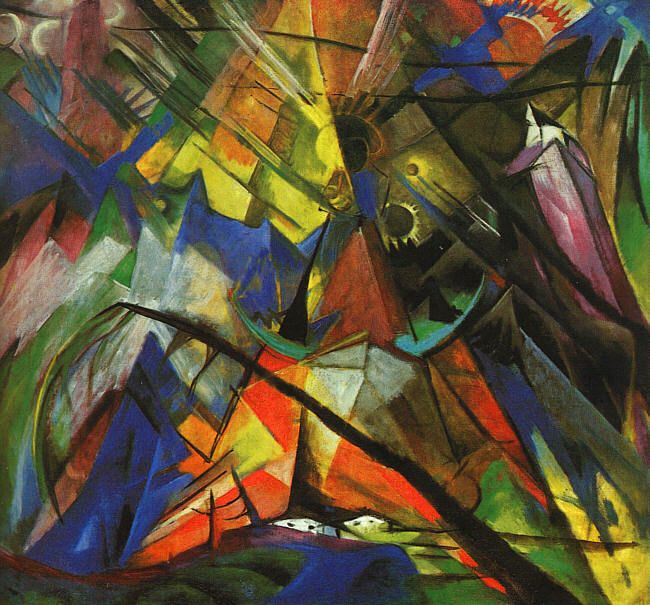
Tirolo (1914), di Franz Marc, Pinakothek der Moderne, Monaco.

Il "Cavaliere azzurro" fu un fenomeno di vasta portata, nel quale il linguaggio del colore si fece sempre più libero e intenso. Sotto l'impulso di Kandinskij, i suoi protagonisti si volsero verso nuovi modi espressivi, verso la creazione di spazi immaginari, verso l'astrazione lirica e fantastica della realtà.
Tra i maggiori esponenti dall'inizio del XX secolo:
- Edvard Munch;
- Ernst Ludwig Kirchner;
- Franz Marc;
- Patrick Bakker.

Per l'espressionismo austriaco:
- Richard Gerstl;
- Egon Schiele;
- Oskar Kokoschka;
- Alfred Kubin.

#### Italia
Anche in Italia non mancarono artisti che operarono nell'ambito dell'espressionismo e in opposizione alla cultura ufficiale dilagante. Già nel 1926, a Torino, si riunì il Gruppo dei Sei di Torino. Fra i protagonisti i pittori Francesco Menzio, Enrico Paulucci, Carlo Levi e, più isolato, Piero Martina. L'esperienza si delineò maggiormente qualche anno più tardi con il gruppo di Corrente, riunitosi a Milano intorno alla rivista omonima fondata da Ernesto Treccani nel 1938. La loro arte trovò il sostegno delle gallerie La Bottega di Corrente prima, e poi La Spiga e Il Milione di Milano.
Pittori come Treccani, Renato Birolli, Renato Guttuso, Bruno Cassinari, Ennio Morlotti, Giuseppe Migneco, Aligi Sassu, Giuseppe Santomaso, Fiorenzo Tomea, Italo Valenti, Emilio Vedova, Elisa Maria Boglino e Lorenzo Viani, e scultori quali Giacomo Manzù e Luigi Broggini concentravano la propria ricerca su soggetti eticamente impegnati, rappresentati attraverso un realismo sofferto e deformato dal linguaggio espressionista. L'esperienza ebbe seguito anche con la Scuola Romana di Via Cavour a Roma che prese il nome proprio dalla via in cui vi era lo studio dei pittori Mario Mafai, Antonietta Raphaël e Scipione.
Presto si avvicinarono alla nuova tendenza pittori come Renato Guttuso, Mirko Basaldella, Corrado Cagli, Roberto Melli, Gabriele Mucchi. L'espressionismo riaffiora nel corso del XX secolo in varie nazioni ed in vari gruppi con un'interpretazione che si avvicina più al figurativismo a volte e altre volte all'astrattismo. Negli Stati Uniti, l'artista italiano Emilio Giuseppe Dossena ne fu efficace rappresentante negli anni settanta.

### Architettura

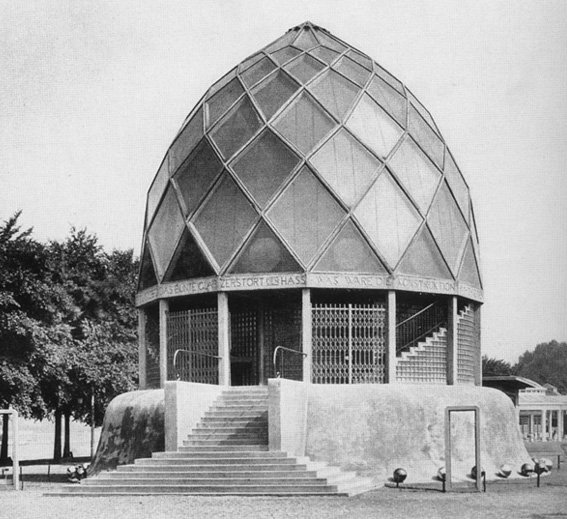
Opera di Bruno Taut per la Expo di Colonia del 1914.

L'influenza espressionista si può rilevare nelle opere di Van de Velde e soprattutto in quelle di Hans Poelzig, basti citare il Teatro Grande berlinese (1922). Nell'architettura, il lavoro di Erich Mendelsohn appartiene a questa categoria. Un importante esempio della sua opera è la torre Einstein a Potsdam, in Germania. Altrettanto interessante è la Chilehaus di Amburgo, capolavoro del meno conosciuto architetto Fritz Höger.
Dal 1919 al 1926 il movimento espressionista divampa fin quasi ad esaurire nuove soluzioni. Negli anni successivi le contraddizioni del linguaggio espressionistico si persero e si stemperarono nelle rigide architetture di Emil Fahrenkamp e di altri minori, dando quasi il sospetto di un inquadramento nello stile reazionario e nazionalista. Nella scultura, si può citare Ernst Barlach come esempio.

### Letteratura

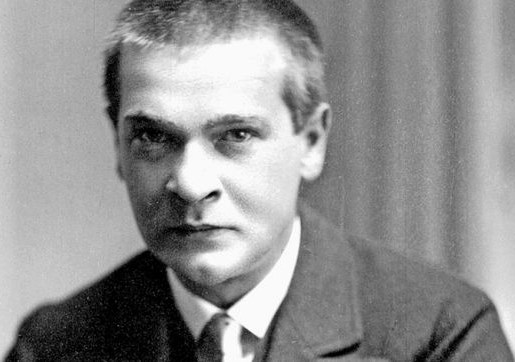
Ritratto di Georg Trakl.

Se il profeta del movimento espressionista in letteratura si può considerare Max Scheler con la sua filosofia volta alla rivalutazione della sfera affettiva, il caposcuola fu Franz Werfel, esaltatore della liberazione dell'uomo dai ceppi materialistici della vita. Il travolgente dinamismo, il superamento della realtà, i diritti dell'irrazionale e degli istinti primordiali, l'anelito all'amore universale costituirono la tematica dell'espressionismo in letteratura. Fra i poeti si ricordano:
- Georg Trakl;
- Else Lasker-Schüler;
- Gottfried Benn;
- Georg Heym.

Fra i prosatori ricordiamo:
- Heinrich Mann;
- Alfred Döblin.

### Teatro
L'Espressionismo teatrale, partendo da un punto fortemente critico nei confronti dell'ordine sociale, si realizzò in opere violentemente satiriche nel genere comico e di negazione totale e spesso pessimistica nel genere tragico. La scenografia tese a strappare lo spettatore dalla concretezza della realtà per trascinarlo nella visione interiore del poeta; gli attori ricorsero a effetti di voce e di gesto che cercavano di trasportare i personaggi su un piano mistico e simbolico. Fondamentali furono il rifiuto dell'impressionismo fotografico, l'atteggiamento dinamico anziché statico nei confronti della realtà, la ricerca dell'essenza assoluta e non del particolare, il perseguimento dell'irrazionalismo e del lirismo estatico.
L'Espressionismo teatrale si sviluppò soprattutto negli anni che vanno tra il 1918 e il 1927.
Tra i maggiori esponenti ricordiamo:
- Ernst Toller;
- Carl Sternheim;
- Frank Wedekind;
- Georg Kaiser;
- Walter Hasenclever.

Se il padre dell'Espressionismo in Germania fu Wedekind, all'estero fu soprattutto Strindberg con i suoi calvari spirituali e i drammi da camera a imprimere una guida per un espressionismo puro. L'Espressionismo teatrale inseguirà una purificazione dell'uomo, cercando in ogni ambito di vita una certa libertà. Se le prime rappresentazioni partirono da drammi fiabesco-mitologici e religiosi, in seguito l'Espressionismo affrontò le tematiche della guerra proponendo opere pacifiste. Nel dopoguerra L'Espressionismo trionfò anche se perdette una sua necessità interiore, sfociando nel teatro epico e sociale brechtiano.

### Cinema
Le stesse caratteristiche di onirismo allucinatorio e distorsione visiva si ritrovano nella cinematografia espressionista; il film più rappresentativo è sicuramente Il gabinetto del dottor Caligari, di Robert Wiene, del 1920. Fondamentale fu pure il capolavoro di Fritz Lang Metropolis.

### Musica
La rivista Der Blaue Reiter ebbe tra i suoi collaboratori anche tre musicisti: Arnold Schönberg, Alban Berg e Anton Webern (Seconda scuola di Vienna). Ma le origini dell'espressionismo musicale sono di qualche anno anteriori; le sue prime manifestazioni si possono indicare nel Secondo quartetto (1907), nel Buch der hängenden Gärten (1907), su testi di Stefan George, e nel dramma Erwartung ("Attesa", 1909) di A. Schönberg. Comunque il melodram (melologo) Pierrot Lunaire del 1912 di Arnold Schönberg è ormai universalmente considerato come il manifesto dell'Espressionismo musicale e questa data è, da alcuni, considerata come data di nascita della atonalità, anche se l'archetipo della musica espressionistica viene considerato il Wozzeck di Berg. Tipici della musica espressionista sono la tecnica atonale o pantonale, l'adozione dello Sprechgesang o canto parlato, e, specie in Erwartung, la concezione dell'opera d'arte come espressione dell'Urschrei, grido originario dell'anima in preda all'orrore e all'angoscia. Nacque per stabilire una corrente artistica che investiva pittura, teatro e musica. Come un rappresentativo dell'espressionismo astratto contemporaneo, l'artista statunitense Todd Williamson cerca di creare un ponte tra la pittura espressionista e l’espressionismo musicale.